# Ермаковка (Акмолинская область)
Ермаковка (каз. Ермаковка) — село в Зерендинском районе Акмолинской области Казахстана. Входит в состав Байтерекского сельского округа. Код КАТО — 115669300.

## География
Село расположено на юге района, в 29 км на запад от центра района села Зеренда, в 15 км на северо-запад от центра сельского округа села Байтерек.

### Улицы[2]
- ул. Достык,
- ул. Жастар,
- ул. Мектеп,
- ул. Орталык.

Решением акима Троицкого сельского округа от 21 сентября 2009 года, всем улицам села были присвоены наименования. 

### Ближайшие населённые пункты
- село Карсак в 4 км на востоке,
- село Ульгили в 9 км на юге,
- село Заря в 11 км на северо-западе,
- село Троицкое в 12 км на северо-востоке.

## Население
В 1989 году население села составляло 449 человек (из них русских 42%, казахов 35%).
В 1999 году население села составляло 362 человека (178 мужчин и 184 женщины). По данным переписи 2009 года, в селе проживали 293 человека (152 мужчины и 141 женщина).
| Численность населения | Численность населения | Численность населения |
| 1989                  | 1999                  | 2009                  |
| --------------------- | --------------------- | --------------------- |
| 449                   | ↘362                  | ↘293                  |